# Martin van Cleve

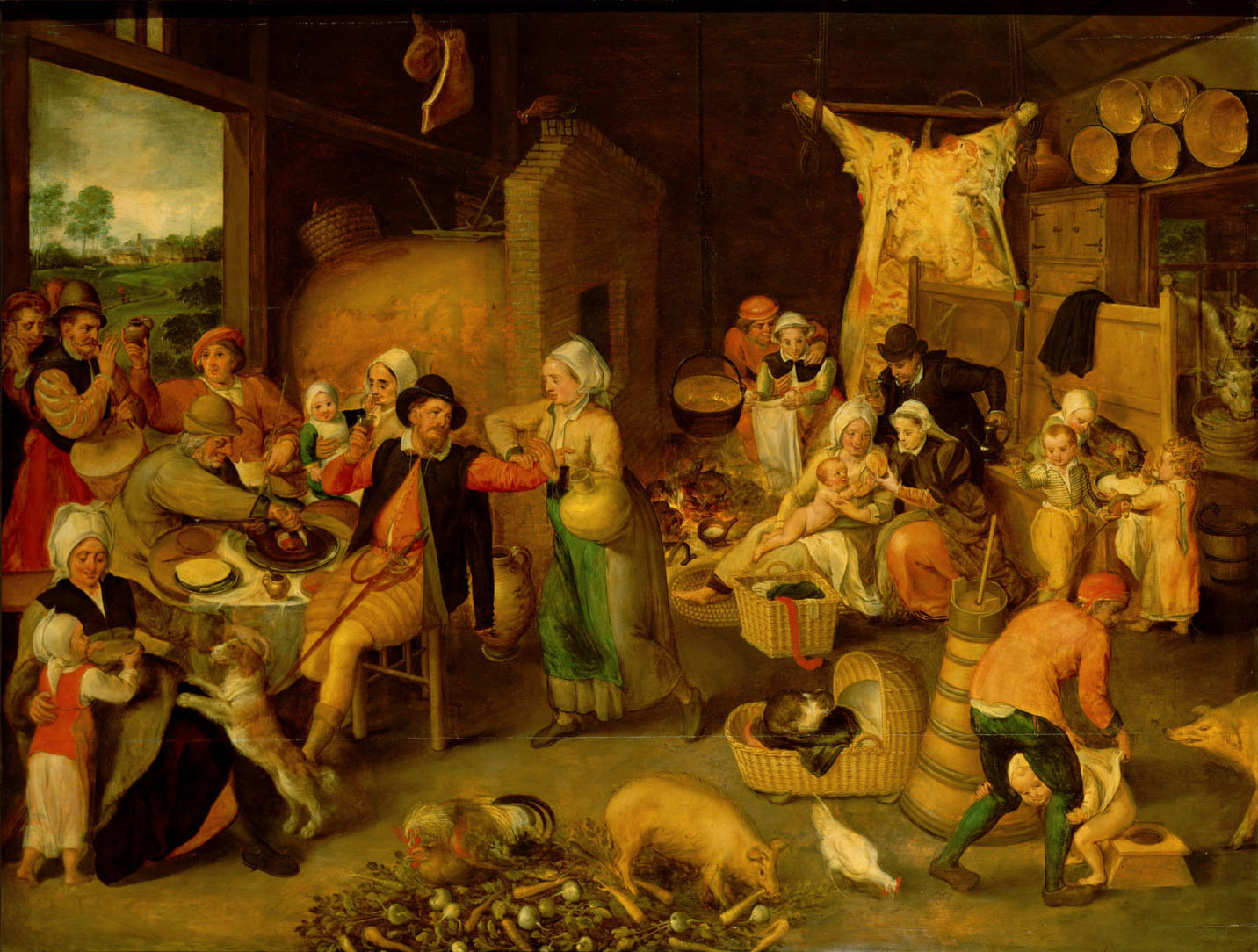
Ein flämischer Haushalt, um 1555–60

Martin van Cleve (* 1520 Antwerpen; † 1570) war ein flämischer Maler. Er ist der Sohn des Malers Wilhelm des jüngeren und war zeitlebens mit seinem Bruder Heinrich eng verbunden, der einen großen Einfluss auf seine künstlerische Laufbahn hatte.
Martin studierte unter Frans Floris und entdeckte seine Vorliebe für die Landschaftsmalerei. Sein Bruder Heinrich überzeugte Martin später, sich mit der figürlichen Malerei zu befassen. Hier wurden historische Themen zu seinen Favoriten, allerdings widmete er sich ebenso erfolgreich der Genremalerei. Nach anfänglichen Versuchen an großen, an italienischen Vorbildern orientierten Kompositionen, malte er nur noch kleine Bilder.

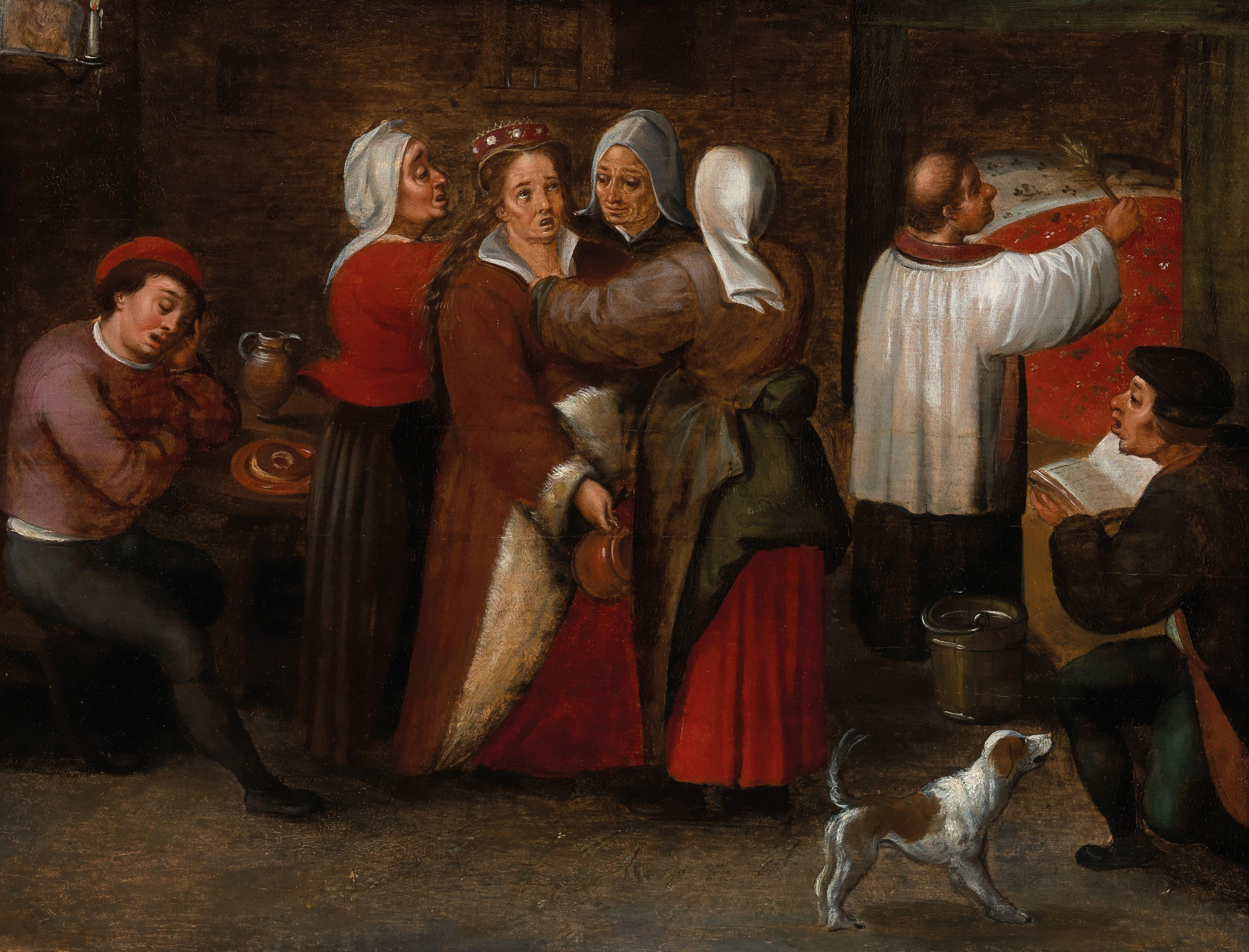
Segnung des Brautgemachs

Im Jahre 1551 wurde Martin van Cleve Mitglied der Antwerpener Akademie und Lukasgilde. Er reiste nie außerhalb seiner Heimat Flandern und starb im Alter von fünfzig Jahren an der Gicht. Martin hatte vier Söhne, die allesamt Maler wurden.